# ノケモノたちの夜
『ノケモノたちの夜』（ノケモノたちのよる）は、星野真による日本の漫画作品。『週刊少年サンデー』（小学館）にて、2019年36・37合併号から2021年20号まで連載された。19世紀末のロンドンを舞台に、孤児の少女と悪魔を中心に描いた作品。
2022年6月にはテレビアニメ化が発表された。これに伴い、最速放送日の2023年1月8日より『ノケモノたちの夜 フレイムナイト』が「サンデーうぇぶり」（同）にて連載されている。

## あらすじ
悪魔マルバスは、少女ウィステリア・ラングレイの屋根裏部屋を訪れ、夜をともに語り明かしていた。そして、ウィステリアは両目の視力と引き換えにマルバスと契約をする。一方、兄のスノウ・ラングレイは剣十字騎士団に入り、悪魔と戦いつつ妹のウィステリアを探していた。

## 登場人物
声の項はテレビアニメの声優。

### 主要人物
ウィステリア・ラングレイ
声 - 竹達彩奈
本作のヒロイン。生まれつき悪魔が見える。
幼い頃に両親を亡くし、兄と生き別れた後、人買をしている教会の神父に拾われ、物乞いをしながら、教会の屋根裏で孤独に生きてきた。物乞いをしている時にマルバスと出会い、その日の夜からマルバスの話を聞くことを生きがいとしていた。
ある日、地主貴族に売られることになった際、マルバスに視力を対価として助けを求めたため、盲目となった。その後、マルバスと世界の色々なものを見る旅に出る。
竹達彩奈によると、「優しくて、真っ直ぐで、一生懸命」な性格の女の子である。
マルバス
声 - 小西克幸
退屈な生活を送っていた不老不死の悪魔。崩国の十三災の一人。神父でありながらあくどいことをしている人物に嫌悪を抱くなど良心的。
自分の姿が見える人物を探しにロンドンを訪れ、物乞いをしていたウィステリアに出会う。久しぶりに自分が見える人物に会えたため、退屈凌ぎになると思い、その日から夜な夜なウィステリアの元に通って、話し相手になった。ウィステリアが売られることになった際は、当初は対価なしで助けようとするも、拒否反応として左腕が崩れかけた。それを見たウィステリアが対価として視力を差し出したため契約が成立し、共に生きていくことになる。
小西克幸によると、「普段はクールでカッコいい」キャラクターである。逢坂良太によると、「人から忌み嫌われる悪魔」だが、「どこか人間臭い」キャラクターとして描かれている。
スノウ・ラングレイ
声 - 逢坂良太
剣十字騎士団に所属する少年。ウィステリアの兄。
逢坂良太によると、中性的な外見で、口が悪いが「ウィステリアを大切に思っている気持ちはおそらく誰にも負けない」青年。
腰まで届く長い髪を後ろで束ね女性のような整った顔立ち、バンドカラーのコートに剣十字をあしらったペンダントを下げ、光沢のあるロングブーツ。ケープを羽織る場合もある。
悪魔に憑依され変化の姿となり、マルバスたちと対峙する。敗れたシトリが撤退したため元に戻り、ウィステリアと再会できた。
レディー・ダイアナ・ブラックベル
声 - 今柳りさ
代々悪魔が見えるというブラックベル家の令嬢。大悪魔のナベリウスと契約している。
今柳りさによると、「凛としているけどとても気さく」な印象をもつキャラクターである。
ナベリウス
声 - 諏訪部順一
ダイアナと契約する大悪魔。崩国の十三災の一人。
マルバスとは腐れ縁の関係。
諏訪部順一によると、「悪魔だからこそのシンプルな思考が、一周回って優しさのようになっている」ようなキャラクター。

### 崩国の十三災
マルバス
ナベリウス
主要人物項を参照。
アスタロト
声 - 小林ゆう
大悪魔。悪魔の時には鳥のような姿をしており、人間に化ける時にはスタイルのよい女性の姿をしている。
小林ゆうによると粗暴だが、そこがアスタロトの魅力のひとつであるという。
ダンタリオン
声 - 武内駿輔
肩幅のある猛牛の大男。人間体は顎鬚のある恰幅のよい男性。武内駿輔によると「常に暴れまわってる印象」。
シトリ
声 - 松岡禎丞
翼が生えた山羊のような風貌。人間体は黒髪の両側にグレイのメッシュがあり、ロング丈のサンダル。松岡禎丞によると「謎が多くつかみどころがない」。

### 剣十字騎士団
団長
声 - 置鮎龍太郎
剣十字騎士団の団長。常に鎧を身に纏っている。
マルバスやナベリウスの攻撃を受けても死なないことから人間ではないとされ、本名・年齢・性別を含め、正体は謎に包まれている。
イベルタ
声 - 高島雅羅、M・A・O（青年期）
剣十字騎士団の副団長。最古参で幼かった団長も騎士団に入れた。白髪で70歳の女性。騎士団50年の経歴。
武波 一隆（たけなみ かずたか）
声 - 熊谷健太郎
剣十字騎士団に所属する日本人。タケナミ隊の隊長。日本刀を扱う。
スノウの上司兼相棒。
熊谷健太郎によると、「武士然とした雰囲気を持ちつつ茶目っ気もあり、スノウに振り回されながらもすごく良い関係を築けているかっこいい上司」として描かれているキャラクターである。
ルーサー
声 - 小野友樹、松岡美里（幼少期）
小野友樹によると、「純粋」である。右目に黒い眼帯。
オスカー・スタンリー
声 - 高橋英則
スタンリー隊の隊長。大貴族の嫡男。口ひげを生やし、拳銃を持つ。
ビビアン・ケリー
声 - 佐伯伊織
スタンリー隊の隊員。シスター服で狙撃銃を持つ。
ルシア・ハミルトン
声 - 伊藤静
同じくスタンリー隊の隊員。生まれつき悪魔が見える。軍帽をかぶり前髪で右目が隠れている。
シュラ
声 - 西山宏太朗
同上。やはり生まれつき悪魔が見える。
父親が悪魔契約者に嵌められて、連続少女暴行犯の犯人に仕立て上げられた末に自殺したことで、悪魔を憎んでいる。この一件で家名を名乗れなくなったため、「シュラ」という偽名を使っている。

### その他
モリー
声 - 森永千才
ハリエットと契約をしている最下級悪魔。黒い小動物のような姿でケモノ耳の頭巾を被る。
ハリエット
声 - 小田果林
ウィステリアと境遇が似ている少女。モリーと契約をしている。あるはずのものが無く、マルバスの読む新聞に記事が載っている。
シャーロック・ホームズ
声 - 古川慎
ロンドンの私立探偵。外ではダッフルコートを着る。オカルティズムには懐疑的だったが、卓越した観察力と推理で主人公たちや騎士団に助言する。
ジョン・H・ワトソン医師
声 - 阿部敦
ホームズの助手で相棒。軍医上がりで白衣を着ている。並ぶとホームズより若干背が低い。

## 用語
悪魔
かつては人々に畏れられていた種族。しかし、世の中への影響力が弱まってしまったため、悪魔が見える人は激減した。
対価なしでは人を助けることはなく、もし対価を得ずに人を助けると、体が崩れ落ちる。
高尚な悪魔なら、短時間ではあるが人間に化けることも可能。長時間化けると体力を激しく消耗し、翌日は動けなくなることもある。
剣十字騎士団
大英帝国唯一の悪魔討伐実践部隊。
悪魔をこの世から殲滅することを目的としている。

## 作風
テレビアニメの監督を務める山本靖貴によると、漫画の表紙からはウィステリアとマルバスの「関係性がどんどん深まってくほんわかしたストーリー」を連想したが、本作では「強敵とのバトル、仲間との出会い、パートナーとの絆に感動させられる少年マンガの熱い展開」が描かれている。テレビアニメでキャラクターデザインを担当する大沢美奈によると、「悲しみや辛さやを抱えている人間たちが、悪魔と出会って前を向いていく姿」が力強く描かれており、登場人物が個性的な作品である。
ダイアナ役を演じた今柳りさによると、本作は「人間と悪魔の絆、各々の想いの強さがとても印象」に描かれており、「様々な形でノケモノにされてしまった者たちが紡いでいく物語」となっている。ハリエット役を演じた小田果林によると、「人間と悪魔のいろいろな形の絆が描かれて」おり、「種族の違う二人が様々な土地を旅をすることでより絆が深まっていく」作品である。

## 書誌情報
- 星野真『ノケモノたちの夜』小学館〈少年サンデーコミックス〉、全8巻
  1. 2019年11月18日発売[18][19]、ISBN 978-4-09-129443-2
  2. 2020年2月18日発売[20]、ISBN 978-4-09-129558-3
  3. 2020年6月18日発売[21]、ISBN 978-4-09-850075-8
  4. 2020年6月18日発売[22]、ISBN 978-4-09-850136-6
  5. 2020年9月18日発売[23]、ISBN 978-4-09-850179-3
  6. 2020年12月18日発売[24]、ISBN 978-4-09-850287-5
  7. 2021年5月18日発売[25]、ISBN 978-4-09-850399-5
  8. 2021年5月18日発売[26]、ISBN 978-4-09-850527-2
- 星野真『ノケモノたちの夜 フレイムナイト』小学館〈少年サンデーコミックス〉、2023年3月16日発売[27][28]、ISBN 978-4-09-851778-7

## テレビアニメ
2023年1月から4月までTOKYO MXほかにて放送された。

### スタッフ
- 原作 - 星野真（小学館 少年サンデーコミックス刊）[12]
- 監督・音響監督 - 山本靖貴[12]
- シリーズ構成 - 山下憲一[12]
- キャラクターデザイン - 大沢美奈[12]
- 総作画監督 - 大沢美奈、鈴木光[12]
- モンスターデザイン - 鈴木勘太[12]
- プロップデザイン - 竹内花純
- 美術監督 - 田尻健一[14]、加藤靖忠
- 美術設定 - 泉寛[14]
- 色彩設計 - 山上愛子[14]
- 撮影監督 - 大槻綾子[14]
- 編集 - 宇都宮正記[14]
- 音楽 - 堤博明、橋口佳奈[12]
- 音楽制作 - ポニーキャニオン[12]
- 音響制作 - スタジオマウス[12]
- 音楽プロデューサー - 高畑裕一郎
- チーフプロデューサー - 飯島江美子、末田裕美、梅本享
- プロデューサー - 宮松雄大、臼井久人、高畑裕一郎、佐藤友紀、小澤文啓
- アニメーションプロデューサー - 山岡宏哉
- アニメーション制作 - 葦プロダクション[12]
- 製作 - 「ノケモノたちの夜」製作委員会（葦プロダクション、クランチロール、ポニーキャニオン、YTE、スタジオマウス、クロックワークス）

### 主題歌
「明日のカタチ」
竹達彩奈によるオープニングテーマ。作詞・作曲・編曲は毛蟹。
「Rewrite」
Hakubiによるエンディングテーマ。作詞は片桐、作曲はHakubi、編曲は内澤崇仁とHakubi。

### 各話リスト
| 話数     | サブタイトル                 | 脚本         | 絵コンテ          | 演出                | 作画監督                                                                                          | 総作画監督 | 初放送日      |
| -------- | ---------------------------- | ------------ | ----------------- | ------------------- | ------------------------------------------------------------------------------------------------- | ---------- | ------------- |
| 第一夜   | Let's be alone together      | 山下憲一     | 山本靖貴          | 山本靖貴            | 山本里織 松井雲丹 嘉木 申榮淳                                                                     | 大沢美奈   | 2023年 1月8日 |
| 第二夜   | 邂逅                         | 山下憲一     | 白田小介          | 陳暁燦              | 髙阪花世 山本里織 永田有香 竹内花純 大塚多恵子 Big Owl                                            | 鈴木光     | 1月15日       |
| 第三夜   | リバーサイド・マーダー       | 山本靖貴     | 山本里織          | 白石道太            | 松下純子 大塚多恵子 山本里織 嘉木 飯飼一幸                                                        | 大沢美奈   | 1月22日       |
| 第四夜   | 雪下の館                     | ハラダサヤカ | 畑博之            | 辻紗耶佳            | jumondou seoul                                                                                    | 鈴木光     | 1月29日       |
| 第五夜   | 厄災解臨                     | 山本靖貴     | 白田小介          | 陳暁燦              | 飯飼一幸 竹内花純 津熊健德 髙阪花世 松井雲丹                                                      | 大沢美奈   | 2月5日        |
| 第六夜   | 導く灯                       | 山下憲一     | 飯田薫久          | 中野敬太            | 山本里織 髙阪花世 松井雲丹 阿部友葉 関美穂乃 大塚多恵子 竹内花純 ファンザウルス                   | 鈴木光     | 2月12日       |
| 第七夜   | 開幕は過去の銃声と共に       | ハラダサヤカ | 松尾慎            | 山本靖貴            | 渋谷一彦                                                                                          | 渋谷一彦   | 2月19日       |
| 第八夜   | Something in the rainy night | 山本靖貴     | 殿勝秀樹          | 殿勝秀樹            | 髙阪花世 阿部友葉 関美穂乃 官林小絶 大塚多恵子 山本里織 Big Owl スダジオグラム SAS ファンザウルス | 鈴木光     | 2月26日       |
| 第九夜   | 闘牛                         | 山下憲一     | 山本靖貴 山本里織 | 白石道太            | 髙阪花世 キム・ジョンウ キム・サン クォン・ヨンサン 孫建清 李傑                                   | 大沢美奈   | 3月5日        |
| 第十夜   | ロンドン対魔戦線             | 山下憲一     | 畑博之 麻宮騎亜   | 陳暁燦              | 山本里織 髙阪花世 松井雲丹 竹内花純 飯飼一幸 ファンザウルス                                       | 鈴木光     | 3月12日       |
| 第十一夜 | 残したいもの                 | ハラダサヤカ | 西田正義          | 白石道太 宇都宮正記 | 髙阪花世 松井雲丹 阿部友葉 関美穂乃 山本里織 竹内花純 松本弘                                      | 大沢美奈   | 3月19日       |
| 第十二夜 | 記憶の旅路                   | 山下憲一     | さとうふみかず    | 椎葉幹朗            | 高橋こう平 大塚多恵子 片岡恵美子 孫建清 李傑 ファンザウルス                                       | 鈴木光     | 3月26日       |
| 第十三夜 | You mean the world to me.    | ハラダサヤカ | 山本靖貴 西田正義 | 山本靖貴 佐々木瑞樹 | 渋谷一彦 山本里織 髙阪花世 松井雲丹 飯飼一幸 永田有香 竹内花純                                    | 大沢美奈   | 4月2日        |

### 放送局
| 放送期間               | 放送時間                     | 放送局     | 対象地域   | 備考                             |
| ---------------------- | ---------------------------- | ---------- | ---------- | -------------------------------- |
| 2023年1月8日 - 4月2日  | 日曜 22:00 - 22:30           | TOKYO MX   | 東京都     |                                  |
| 2023年1月10日 - 4月4日 | 火曜 2:29 - 2:59（月曜深夜） | 読売テレビ | 近畿広域圏 | 『MANPA』第2部                   |
| 2023年1月11日 - 4月5日 | 水曜 0:00 - 0:30（火曜深夜） | BSフジ     | 日本全域   | BS/BS4K放送 / 『アニメギルド』枠 |

| 配信開始日   | 配信時間   | 配信サイト |
| ------------ | ---------- | --- |
| 2023年1月8日 | 日曜 23:00 | ABEMA Amazon Prime Video auスマートパスプレミアム アニメタイムズ バンダイチャンネル クランクイン！ビデオ dアニメストア dTV DMM TV FOD GYAO! GYAO!ストア Hulu J:COMオンデマンドメガパック milplus TELASA U-NEXT Rakuten TV ビデオマーケット |

### BD / DVD
| 巻  | 発売日        | 収録話         | 規格品番  | 規格品番  |
| 巻  | 発売日        | 収録話         | BD        | DVD       |
| --- | ------------- | -------------- | --------- | --------- |
| BOX | 2023年5月26日 | 第1話 - 第13話 | KWXA-2872 | KWBA-2873 |